# Bourbon Dolphin
Le Bourbon Dolphin est un remorqueur de relevage d'ancres et navire d'approvisionnement (AHTS) de Bourbon Offshore Norway. Le 12 avril 2007, le navire a chaviré au large des côtes des Shetland, et a coulé trois jours plus tard, alors que les préparatifs étaient faits pour le remorquer jusqu'au rivage.

## Histoire
L’Ulstein A102 (nom du Bourbon Dolphin lors de sa construction) a été construit à la Verft Ulstein en 2006. Il faisait partie d'un contrat de trois navires pour la compagnie Bourbon, les deux autres étant le Bourbon Orca et Bourbon Mistral.
Le 24 février 2007, le Bourbon Dolphin réussit à remettre à flot le chasseur de mines allemand Grömitz, qui s'était échoué 3 jours plus tôt près de Florø, au cours d'exercices de l'OTAN. Des remorqueurs moins puissants n'avaient pu y parvenir.
Moins de deux mois plus tard, le 12 avril, il a chaviré avec 15 marins norvégiens à bord. Huit ont été repêchés par les navires déjà sur les lieux et deux ont été trouvés par les garde-côtes de Sa Majesté, tandis que cinq sont toujours portés disparus. Trois des dix récupérés ont été déclarés morts. Cet accident est survenu alors que le Bourbon Dolphin participait à l'ancrage de la plateforme de forage offshore Transocean Rather.
Le 15 avril, le Bourbon Dolphin a coulé à 1 100 mètres de profondeur au large de la côte des Shetland, en Écosse.
En janvier 2009, Bourbon Offshore Norway a été condamné à une amende 5 000 000 couronnes norvégiennes (530 000 € au taux de l'époque), après qu'une commission d'enquête du gouvernement norvégien a soulevé des doutes quant à la capacité à la fois du navire et son équipage pour gérer de grosses ancres dans les eaux profondes.